# Судагылан
Судагылан (азерб. Sudağılan — «место разлива воды»), или «Городище № 2» — поселение, относящееся к III—XIII вв. и кладбище, расположенное в городе Мингечевир (Азербайджан), на левом берегу реки Кура, на одноимённом участке.
В ходе археологических раскопок 1946—1953 гг. в Судагылане был обнаружен богатый археологический комплекс, относящийся к периоду раннего феодализма — бытовые сооружения и христианские храмы с албанскими надписями, клады монет, состоящие из сасанидских и арабских монет. Раскопки вела экспедиция Музея истории Азербайджана под руководством С. М. Казиева.
На территории поселения были обнаружены гончарные печи, а на территории близлежащего кладбища — кувшинные и деревянные погребения, христианские могильники и катакомбы. Почти в центре городища располагалась цитадель, представляющая комплекс построек, которые примыкали к храмовым сооружениям. Укрепления цитадели составляли массивные сырцовые стены шириной более 3,5 м. Часть одной из стен вскрыта на длину 72 м. Население поселения занималось главным образом земледелием.

## Расположение городища
С северной стороны Судагылан примыкает к небольшому крутому оврагу, который по предположениям Р. М. Ваидова был образован в средние века размывами дождевых потоков. С востока городище ограничивается горой Карадаг, являющейся одним из отрогов хребта Боздаг. С южной стороны Судагылан граничит с равниной, а с западной омывается рекой Кура.
В 5 км от Судагылана к северу, вверх по течению Куры, начинался Самухский лес (ныне здесь расположено Мингечевирское водохранилище), богатый плодовыми деревьями и деревьями твердых пород: карагач (Ulmus Suberosa Моench.), саккызаач (Pistacia mutica F. et M.), арчан (Juniperus oblonga MB) и др., представлявшими собой прекрасный строительный материал. С юга и запада вблизи Мингечевира расположены небольшие озера (ахмазы), в которых круглый год возможен лов различных речных и озёрных рыб. Здесь же начинаются богатые горные и степные пастбищные луга. Исходя из этого краткого перечисления некоторых природных богатств Мингечаура, Ваидов приходил к выводу, что местность была благоприятна для заселения и обитания человека.

## Культурные слои и археологические находки
Работы на территории городища Судагылан вскрыли четыре участка общей площадью около 700 м². На территории Судагылана выявлено четыре культурных слоя.

### Первый культурный слой
|                                                                             |  |
| Глиняная посуда I-III вв. из Мингечевира. Музей истории Азербайджана (Баку) |  |

Первый культурный слой на некоторых участках обнаруживается практически на дневной поверхности; местами он опускается на глубину до 3 м, на большей же части территории залегает на глубине 1,5-2 м. В этом слое нет никаких остатков наземных сооружений, однако хорошо и отчетливо прослеживаются глинобитные площадки, которые являются полами жилищ легкого типа, возможно полуземлянок. Сооружаются такие полуземлянки в грунтовых котлованах, срезы которых закрепляются глинобитом. На площадках найдены углубления и следы очагов. Вокруг жилищ обнаружено множество грунтовых ям, служивших хранилищами зерна и других продуктов. На дне ям временами находили истлевшие остатки зерновых культур (пшеницы, проса, ячменя), а в некоторых ямах — кухонные остатки (кости домашних и диких животных, рыб), а также фрагменты гончарных изделий. Найдены керамические кувшины малого и среднего размерв, чаши, миски. Такие керамические сосуды имеют полнценный обжиг красного цвета. Часть сосудов имеет круглые в сечении ручки. Венчики имеют форму трилистника. Попадаются также кувшины с двумя ручками. Подобные сосуды бли выявлены и в следующих слоях.
Часто подобные глиняные изделия выявлялись на левом берегу в поздних кувшинных погребениях, в инвентаре погребений в срубах и катакомбных захоронениях с костяками, уложенными на подстилках. В составе погребального инвентаря найдены монеты аршакидской чеканки, а также римские императорские серебряные драхмы II—III вв. н. э. Эта группа погребений, исходя из вышеупомянутых монет, датируется I—III вв. н. э. Эти погребения находятся на северо-западной и юго-восточной стороне городища, примерно на расстоянии 250 м. Определённой системы захоронений здесь нет. На одном и том же могильном поле, некоторые костяки были ориентированы головой на юго-восток, другие — на северо-запад. В 1949—1950 гг. в Судагылане было открыто 22 погребения в срубах, относящиеся к II—IV вв., а одна группа погребений относится к более раннему времени, к I—II вв. Помимо керамики и монет, в составе погребального инвентаря были найдены изделия из стекла — бокалы, флакончики, украшения, печати, перстни, бусы, серьги, серебряные браслеты и пр. Эти предметы выявлены и в первом слое на территории городища и неподалёку от жилищ. В Судагылане была найдена и массивная литая чаша I—III вв., вся покрытая круглыми углублениями.
На основании анализа керамики и монет и по аналогиям среди других находок Ваидов приходит к выводу, что первый культурный слой городища и могильное поле имеют единую хронологию и датируются I—III вв. н. э.

### Второй культурный слой
Второй культурный слой характеризуется находками, которые датируются IV—VII вв. включительно. Датировка второго слоя подтверждается обнаруженными здесь сасанидскими монетами, которые были найдены недалеко от храма. В их числе находятся монеты Кавада I (488—496, 499—531), Хосрова I (531—579), Ормизда IV (579—590), Хосрова II (591—628) и др. Керамические изделия второго слоя по форме и типу однообразны. Гончарная посуда грубой ручной лепки сделана из хорошей керамической массы, но ни один сосуд не имеет законченной изящной формы. У большей части сосудов перекошенные, асимметричные корпуса. Для второго слоя характерны бытовые постройки. Здесь не было выявлено ни одного полного жилого комплекса, на данных участках вскрыты небольшие части фундаментов стен со следами огня и разрушения. Такие жилища представляли собой прямоугольные постройки небольших размеров, возведённые из сырцового кирпича.

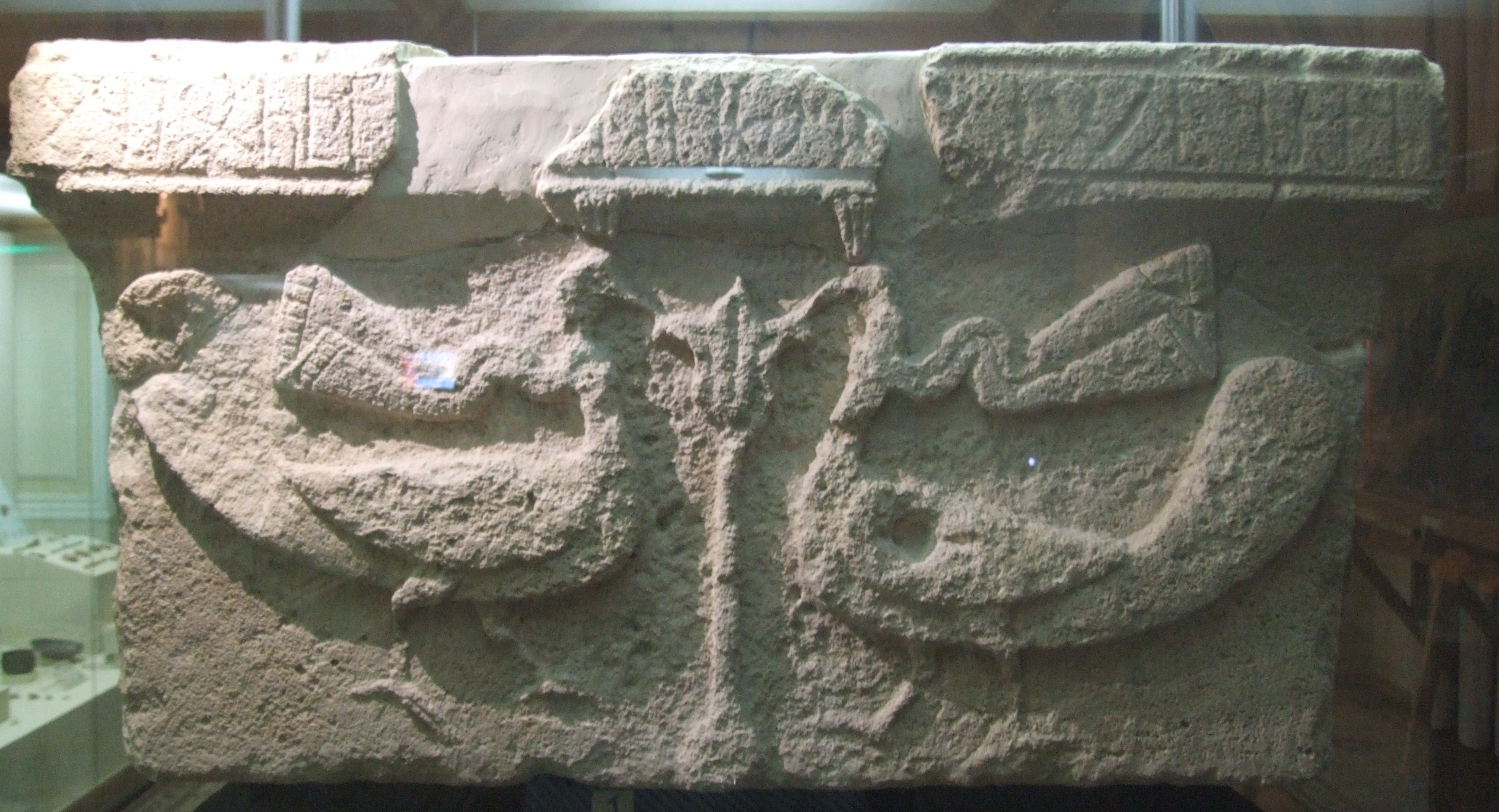
Каменная капитель колонны (согласно Ваидову — подставка для алтарного креста) христианского храма VI века с албанской надписью. Музей истории Азербайджана, Баку

В 1951 году во втором слое были обнаружены остатки культового сооружения, являющегося одноабсидным трёхнефным храмом христианского типа. Исходя из сохранившихся частей фундамента, было установлено, что в плане сооружение состояло из одного вытянутого зала площадью около 50 м², окруженного с южной и северной сторон узким коридором, завершающимся с восточной стороны абсидой почти правильного очертания радиусом около 2,5 м. Абсида представляла, собой алтарную часть и возвышалась над полом зала примерно на 80 см. Ваидов предполагал, что перекрытие покоилось на трех парных деревянных колоннах, от которых внутри центрального зала сохранились следы основания и забутовка. На территории храма были обнаружены каменные плиты, одна из которых (найдена в 1948 г.) имеет изображение двух павлинов встречно по сторонам стилизованного дерева и албанскую надпись. Местонахождение плиты совпадает почти с центром абсиды храма, исходя из чего Ваидов делает вывод, что группа камней на участке абсиды и плита с надписью представляли собой каменный престол в центре алтаря. Престол, судя по размерам найденного здесь камня, возвышался примерно до 2 м. Верхняя часть его завершалась тесаной плитой с надписью, а в отверстие, согласно Ваидову устанавливался деревянный крест. К. В. Тревер, исходя из пропорций камня и сюжета, встречаемого обычно на капптелях, считает, что данный камень вероятнее всего являлся капителем. На основании албанской надписи, а также по наличию в слое монет конца V — начала VII в., Ваидов датирует храмовое сооружение VI веком.
На территории Судагылана, вблизи храма, были выявлены и фрагменты с албанскими надписями, нанесёнными на различных глиняных изделиях, таких как фрагменты сосудов и глиняные подсвечники. На фрагментах надписи представляют собой нечто подобное скорописи, а на камне — уставу.

### Третий культурный слой

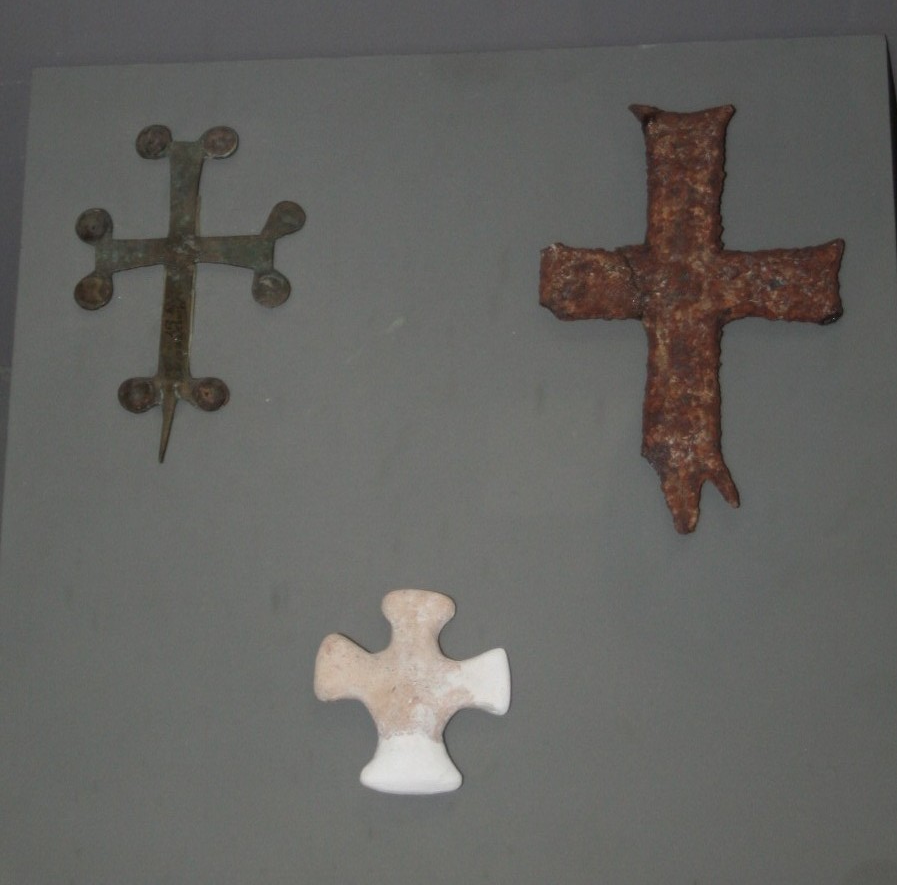
Кресты из бронзы, железа и глины, найденные в Мингечевире. IV—VIII вв. Музей истории Азербайджана

Третий слой по всей площади перекрывает два первых слоя и характеризуется остатками многих сооружений, в том числе и жилых помещений. Стены построек, шириной 1—1,5 м, возводились из сырцовых блоков различных размеров (40 × 40 × 10 см; 30 × 30 × 9 см; 45 × 45 × 12 см). Стены некоторых построек возводились на твёрдой основе — гравийной подстилке, слое черепицы или на кладке из бутового камня.
Этому культурному слою принадлежат остатки культового сооружения — храма христианского типа позднего времени (VIII—IX вв.), возведённого из сырцового кирпича. Состоял этот храм из четырёх помещений и притвора с западной стороны алтарного помещения. При расчистке внутри этих помещений найдено много металлических крестов из железа и бронзы различных форм и размеров. На некоторых из них в центре пересечения крестовины имеются вставки из стекла и цветных камней. Здесь же было найдено бронзовое кадило и фрагмент барельефного изображения всадника. Также здесь были выявлены обломки различных архитектурных деталей и декоративных украшений, среди которых имеются наличники окон и дверей, резной штук, фрагменты с фресками цветной стенной росписи, глиняные подсвечники и др. На одной стене сооружения был обнаружен глиняный кувшинчик с кладом арабских монет чеканки VIII—IX вв. На основе этой находки и датируется памятник. С восточной и юго-восточной стороны к храму примыкает небольшое могильное поле.
Керамика третьего слоя похожа на керамику второго слоя, отличаясь лишь лучшим качеством изготовления. Среди гончарных изделий найдены кюпы яйцевидной формы (на некоторых изображены кресты), кувшины средних размеров с двумя ручками. Комплекс инвентаря третьего слоя датируется концом VII—IX вв.

### Четвёртый культурный слой
Четвёртый культурный слой, согласно данным анализа керамики и изредка встречающихся монет, датируется периодом X—XIII вв. включительно. Этот слой самый верхний и разрушен больше, чем остальные. Разрушался данный слой дождевыми потоками, выветриванием и под влиянием других природных явлений. Остатков строительных сооружений в данном слое практически нет, но в большом количестве обнаружены фрагменты штампованной и глазурованной керамики, датируемой X—XII вв. Они встречались как на дневной поверхности, так и в толще культурного напластования. Типы различных керамических изделий очень близки к разновидностям керамики из Старой Ганджи, Баку, Орен-Калы и других средневековых слоев в городах на территории современного Азербайджана. В верхнем слое выявлены монеты чеканки различных средневековых городов XII—XIII вв., располагавшихся на территории нынешнего Азербайджана.
Судагыланское городище, по предположениям Ваидова, погибло примерно в XIII веке, что связано с проникновением монгольских орд. Об этом свидетельствует то, что после XII—XIII вв. каких-либо памятников на Судагылане не выявлено. Население же поселения переселилось на правый берег Куры, где примерно на 2-2,5 км южнее Судагылана находился большой населённый пункт.